# Baix Penedès
Le Baix Penedès (nom officiel en catalan ; en castillan, Bajo Penedés ; en aragonais, Baixo Penedés ; en occitan, Bas Penedés) est une comarque d'Espagne, de la Communauté autonome de Catalogne qui a pour  capitale el Vendrell. C'est une des trois comarques en lesquelles est divisé le Penedés ou Panadés suivant la division comarquale de 1936.

## Géographie
Elle fait partie de Camp de Tarragona, et est bordée  par  le Alt Camp au nord;  par  le Alto Penedés  et le Garraf à l'est;  par  la Méditerranée au sud,  par le Tarragonés à l'ouest. Elle se trouve dans la province de Tarragone.

## Carte
| Anoia Bages Segarra Solsonès Conca de · Barberà Moianès Osona Berguedà Basse · Cerdagne Alt · Urgell Pallars · Sobirà Val d'Aran Alta · Ribagorça Pallars · Jussà Noguera Urgell Pla · d'Urgell Segrià Garrigues Alt · Penedès Baix · Llobregat Barcelonès Vallès · Occidental Maresme Vallès · Oriental Ripollès Garrotxa Alt Empordà Pla de · l'Estany Gironès Selva Baix · Empordà Garraf Baix · Penedès Tarragonès Alt · Camp Baix · Camp Priorat Ribera · d'Ebre Terra · Alta Baix Ebre MontsiàFrance Pyrénées-Orientales Ariège Haute · Garonne Andorre Aragon Communauté valencienneMer Méditerranée |

## Communes et population
- Albiñana (Albinyana) 1926
- Arbós (L'Arboç) 4164
- Bañeras (Banyeres del Penedès) 2003
- Bellvey (Bellvei) 1541
- Bisbal del Penedés (La Bisbal del Penedès) 2483
- Bonastre 440
- Calafell 17 277
- Cunit 8086
- Lloréns del Penedés (Llorenç del Penedès) 1904
- Maslloréns (Masllorenç) 467
- Montmell (El Montmell) 904
- San Jaime dels Domenys (Sant Jaume dels Domenys) 1725
- Santa Oliva 2598
- El Vendrell 28 147

## Personnalités importantes
Le Baix Penedès a donné d'importantes personnalités qui ont contribué au monde de la culture.
On peut citer :
- Àngel Guimerà (1845-1924): écrivain (enfant adopté; il était né aux îles Canaries mais sa mère était de El Vendrell). A El Vendrell on peut visiter  sa maison “familiale”  cal Guimerà.
- Pablo Casals (1876-1973): musicien  et compositeur. A San Salvador on peut visiter  sa maison convertie en Musée: la vila Casals et également l' Auditori Pau Casals.
- Aureli Maria Escarré (1908-1968): abbé de Montserrat. Son village, L'Arboç, lui a  dédié un monument  en 1978. On peut visiter sa maison  natale  dans la calle Mayor.